# Макаров, Геннадий Васильевич
Геннадий Васильевич Макаров (28 ноября 1943 — 24 октября 2018— советский и российский полярник и учёный, специалист в области гидрографии и геодезии, доктор технических наук, профессор, академик Российской академии транспорта.

## Образование
В 1967 году окончил Арктический факультет ЛВИМУ им. адм. С. О. Макарова по специальности «Гидрография».
В 1973 году защитил диссертацию на соискание ученой степени кандидата технических наук по специальности 05.00.00 «Техника», тема: «Оценка места по зависимым навигационным параметрам», в 1985 году — диссертацию на соискание ученой степени доктора технических наук.

## Преподавательская и административная работа в высшей школе
Работал в Государственном университете морского и речного флота им. адм. С .О. Макарова (ранее — ЛВИМУ им. адм. С. О. Макарова, ГМА им. адм. С. О. Макарова) с 1973 года.
С 1986 года возглавлял кафедру геодезии Арктического факультета.
В 2008—2017 годах по совместительству работал профессором кафедры инженерной геодезии Санкт-Петербургского горного университета. Читал курсы "Современные проблемы уравнивания геодезических сетей", "Теория математической обработки геодезических измерений". 

## Научная деятельность
Профессор Г. В. Макаров является автором более 60 научных, научно-и учебно-методических работ. Область научных интересов: разработка теории математической обработки измерений. Разработал основы теории надежности обработки измерений, предложил ряд высокоэффективных методов отбраковки грубоошибочных измерений в навигации, гидрографии и геодезии.
Руководитель научной школы ГУМРФ, основы которой были заложены профессорами А. П. Ющенко и Б. И. Никифоровым.

## Основные труды
- Макаров Г. В. Андреева Е. В. Покоординатный метод опознания грубоошибочных измерений в геодезических сетях / Г. В. Макаров, Е. В. Андреева // Геодезия, картография, геоинформатика и кадастры. От идеи до внедрения : СБОРНИК МАТЕРИАЛОВ II МЕЖДУНАРОДНОЙ НАУЧНО-ПРАКТИЧЕСКОЙ КОНФЕРЕНЦИИ, Санкт-Петербург, 08—10 ноября 2017 года / Санкт-Петербургская ассоциация геодезии и картографии. — Санкт-Петербург: Издательство «Политехника», 2017. — С. 154—158.
- Морозов М. А., Макаров Г. В. Универсальное условное уравнение как критерий фильтрации грубых ошибок в спутниковой радионавигации / М. А. Морозов, Г. В. Макаров // Геодезия, картография, геоинформатика и кадастры. От идеи до внедрения : СБОРНИК МАТЕРИАЛОВ II МЕЖДУНАРОДНОЙ НАУЧНО-ПРАКТИЧЕСКОЙ КОНФЕРЕНЦИИ, Санкт-Петербург, 08-10 ноября 2017 года / Санкт-Петербургская ассоциация геодезии и картографии. — Санкт-Петербург: Издательство «Политехника», 2017. — С. 161—165.
- Макаров Г. В. Нужен ли математике, геодезии и другим наукам арифметический корень? О прямой и обратной трактовках элементарных арифметических действий / Г. В. Макаров // Геодезия, картография, геоинформатика и кадастры. От идеи до внедрения : Сборник материалов Международной научно-практической конференции, Санкт-Петербург, 11—13 ноября 2015 года / Научный редактор О. А. Лазебник. — Санкт-Петербург: Издательство «Политехника», 2015. — С. 114—117.
- Макаров Г. В. Термин «поправка из уравнивания» и связанные с ним заблуждения / Г. В. Макаров // Сборник научных трудов профессорско-преподавательского состава Государственного университета морского и речного флота имени адмирала С. О. Макарова, Санкт-Петербург, 10—13 марта 2014 года. — Санкт-Петербург: Федеральное государственное бюджетное образовательное учреждение высшего профессионального образования Государственный университет морского и речного флота им. адмирала С. О. Макарова, 2014. — С. 133—135.
- Худяков Г. И., Макаров Г. В. Использование аффинных преобразований при локальных геодезических съемках с помощью GPS-приёмников / Г. И. Худяков, Г. В. Макаров // Записки Горного института. — 2013. — Т. 204. — С. 15-18.
- Степанова О. С., Макаров Г. В. Методика геодезических наблюдений за деформациями Морского Никольского собора в Кронштадте / О. С. Степанова, Г. В. Макаров // Записки Горного института. — 2013. — Т. 204. — С. 52-57.
- Вальков В. А. и др. Применение наземного лазерного сканирования для создания трехмерных цифровых моделей Шуховской башни / В. А. Вальков, М. Г. Мустафин, Г. В. Макаров // Записки Горного института. — 2013. — Т. 204. — С. 58-61.
- Томсон П. В. и др. Системы координат. Методы преобразования координат : учебное пособие / П. В. Томсон, Г. В. Макаров ; П. В. Томсон, Г. В. Макаров ; Федеральное агентство морского и речного трансп., Федеральное гос. образовательное учреждение высш. проф. образования Гос. морская акад. им. С. О. Макарова, Каф. геодезии. — 2-е изд., испр.. — Санкт-Петербург : Изд-во ГМА им. С. О. Макарова, 2010.— 59 с.
- Дмитриев В. О., Макаров Г. В. Повышение точности позиционирования автономных подводных аппаратов методом ретрополяции / В. О. Дмитриев, Г. В. Макаров // Мехатроника, автоматизация, управление. — 2007. — № 12. — С. 27-31.
- Томсон П. В., Макаров Г. В. Системы координат. Методы преобразования координат : учеб. пособие / П. В. Томсон, Г. В. Макаров ; П. В. Томсон, Г. В. Макаров ; Федер. агентство мор. и реч. трансп., Федер. гос. образоват. учреждение высш. проф. образования Гос. мор. акад. им. адмирала С. О. Макарова, Каф. геодезии. — СПб. : ГМА им. адм. С. О. Макарова, 2005. — 60 с.

## Прочая профессиональная деятельность
Работал в полярных геодезических и гидрографических экспедициях.

## Награды
- Заслуженный работник высшей школы РФ (2001)[6];
- Почетный полярник[7].

## Членство в научных организациях
академик Российской академии транспорта.